# Comuna Turulung, Satu Mare
Turulung (în maghiară Túrterebes, în germană Turterebesch) este o comună în județul Satu Mare, Transilvania, România, formată din satele Drăgușeni, Turulung (reședința) și Turulung-Vii.

## Demografie
Componența etnică a comunei Turulung
     Maghiari (50,04%)
     Români (24,38%)
     Romi (14,4%)
     Alte etnii (0,97%)
     Necunoscută (10,21%)
Componența confesională a comunei Turulung
     Romano-catolici (52,68%)
     Ortodocși (16,31%)
     Greco-catolici (9,09%)
     Penticostali (6,01%)
     Reformați (4,08%)
     Alte religii (1,26%)
     Necunoscută (10,56%)
Conform recensământului efectuat în 2021, populația comunei Turulung se ridică la 3.409 locuitori, în scădere față de recensământul anterior din 2011, când fuseseră înregistrați 3.680 de locuitori. Majoritatea locuitorilor sunt maghiari (50,04%), cu minorități de români (24,38%) și romi (14,4%), iar pentru 10,21% nu se cunoaște apartenența etnică. Din punct de vedere confesional, majoritatea locuitorilor sunt romano-catolici (52,68%), cu minorități de ortodocși (16,31%), greco-catolici (9,09%), penticostali (6,01%) și reformați (4,08%), iar pentru 10,56% nu se cunoaște apartenența confesională.

## Politică și administrație
Comuna Turulung este administrată de un primar și un consiliu local compus din 13 consilieri. Primarul, Gheorghe-Nicolae Gyákon[*], de la Forumul Democrat al Germanilor din România, este în funcție din 2012. Începând cu alegerile locale din 2024, consiliul local are următoarea componență pe partide politice:
|  | Partid                                     | Consilieri | Componența Consiliului | Componența Consiliului | Componența Consiliului | Componența Consiliului | Componența Consiliului |
|  | ------------------------------------------ | ---------- | ---------------------- | ---------------------- | ---------------------- | ---------------------- | ---------------------- |
|  | Forumul Democrat al Germanilor din România | 5          |                        |                        |                        |                        |                        |
|  | Uniunea Democrată Maghiară din România     | 5          |                        |                        |                        |                        |                        |
|  | Partidul Național Liberal                  | 2          |                        |                        |                        |                        |                        |
|  | Partidul Social Democrat                   | 1          |                        |                        |                        |                        |                        |